# Kostel Panny Marie Růžencové (Radibor)
Kostel Panny Marie Růžencové (hornolužickosrbsky Cyrkej swjateje Marije, kralowny róžowca) je nejmladší ze tří římskokatolických kostelů v Radiboru v Horní Lužici. Vystavěn byl v letech 1895–1896.

## Historie
O stavbě nového kostela v Radiboru bylo rozhodnuto poté, co byl stav dosavadního farního kostela shledán velice špatným, a zároveň bylo zjištěno, že stavba zcela nového kostela by vyžadovala méně prostředků, než rekonstrukce kostela původního. Finanční pomoc přislíbila též místní vrchnost, hrabata z Einsiedelu (ač byli protestanti). Dne 2. května 1895 byl položen základní kámen. Projekt vypracoval architekt a benediktinský mnich Pirmin Josef Campani, OSB. Stavba postupovala rychle, a již 15. listopadu následujícího roku biskup Ludwig Wahl nový kostel vysvětil. Kostel je do jisté míry ovlivněn Beuronskou uměleckou školou a vzdáleně se podobá kostelu Zvěstování Páně (lidově zvanému Kostel sv. Gabriela) v Praze na Smíchově, který byl vystavěn zhruba ve stejné době.

## Architektura
Kostel stojí uprostřed zahrady mezi Dr.-Maria-Grollmuß-Straße a ulicí Šulski puć v sousedství fary. Jedná se o trojlodní novorománskou pseudobaziliku s půlkruhově uzavřeným presbytářem, orientovanou přibližně k východu. Po straně vstupního průčelí, v nároží stavby, je věž, která je dominantou vsi i celého okolí. Presbytář je sklenut, lóď má strop otevřený do krovů. Po stranách presbytáře je dvojice přístavků, z nichž jeden slouží jako sakristie.
Hlavní oltář je baldachýnový. Nad svatostánkem se nachází výjev Panny Marie, předávající růženec dvojici dominikánských řeholníků. V závěru presbytáře nad oltářním baldachýnem je freska Krista při Posledním soudu (v pravici má meč, v levici váhy). V levé boční lódi oltář Božského Srdce Páně, v pravé boční lódi oltář Ukřižování Páně.

## Galerie

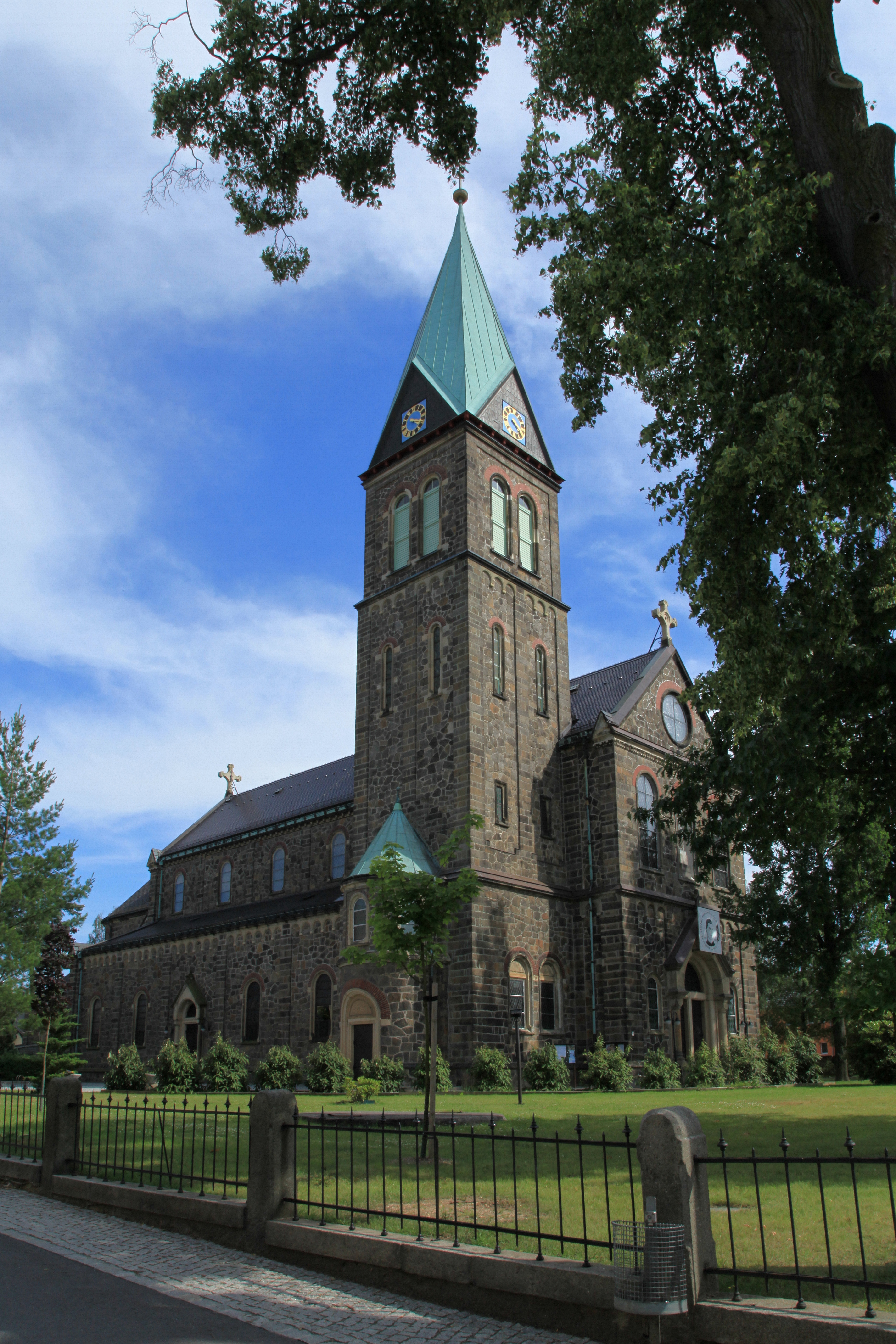
Pohled na kostel z Dr.-Maria-Grollmuß-Straße
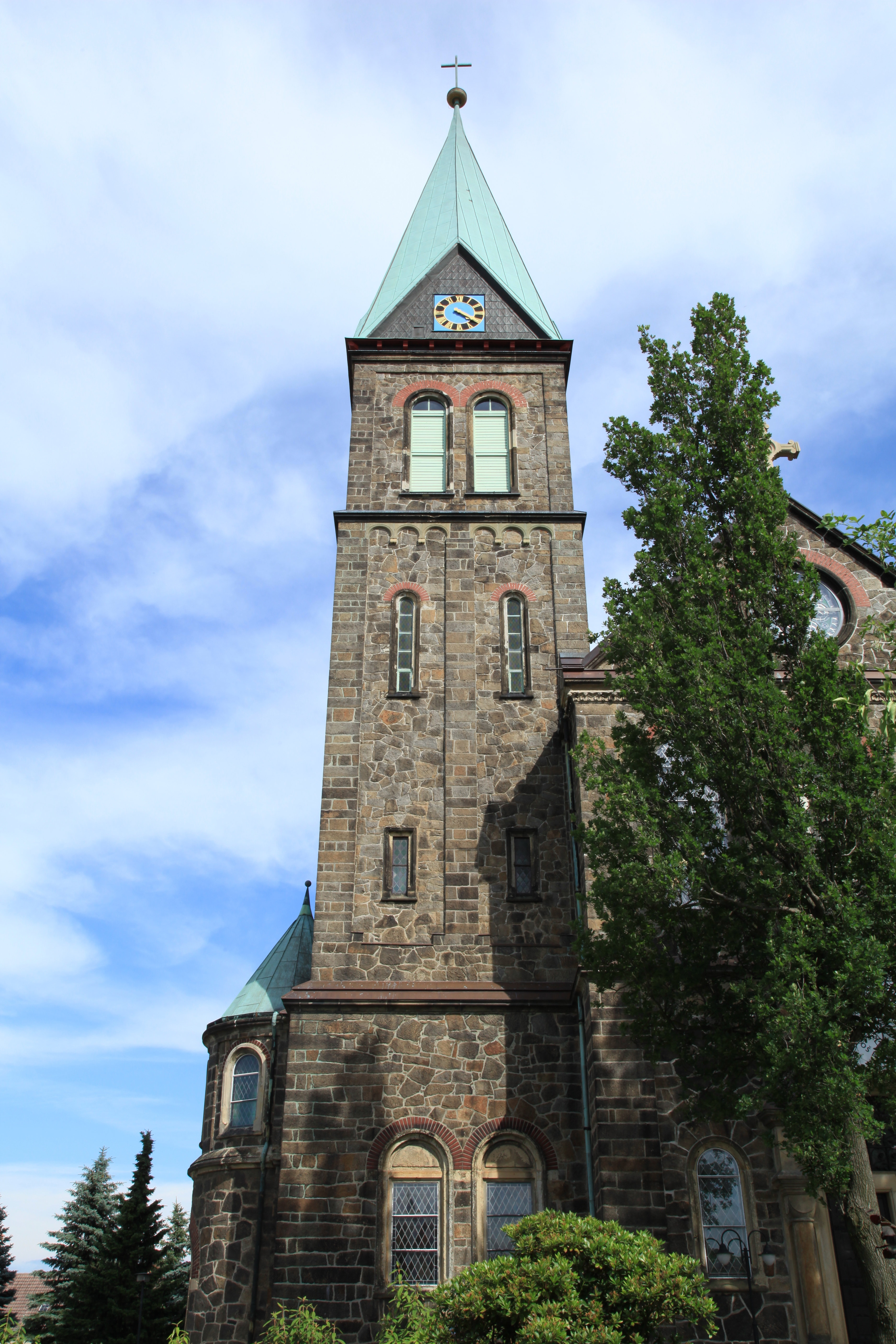
Kostelní věž.
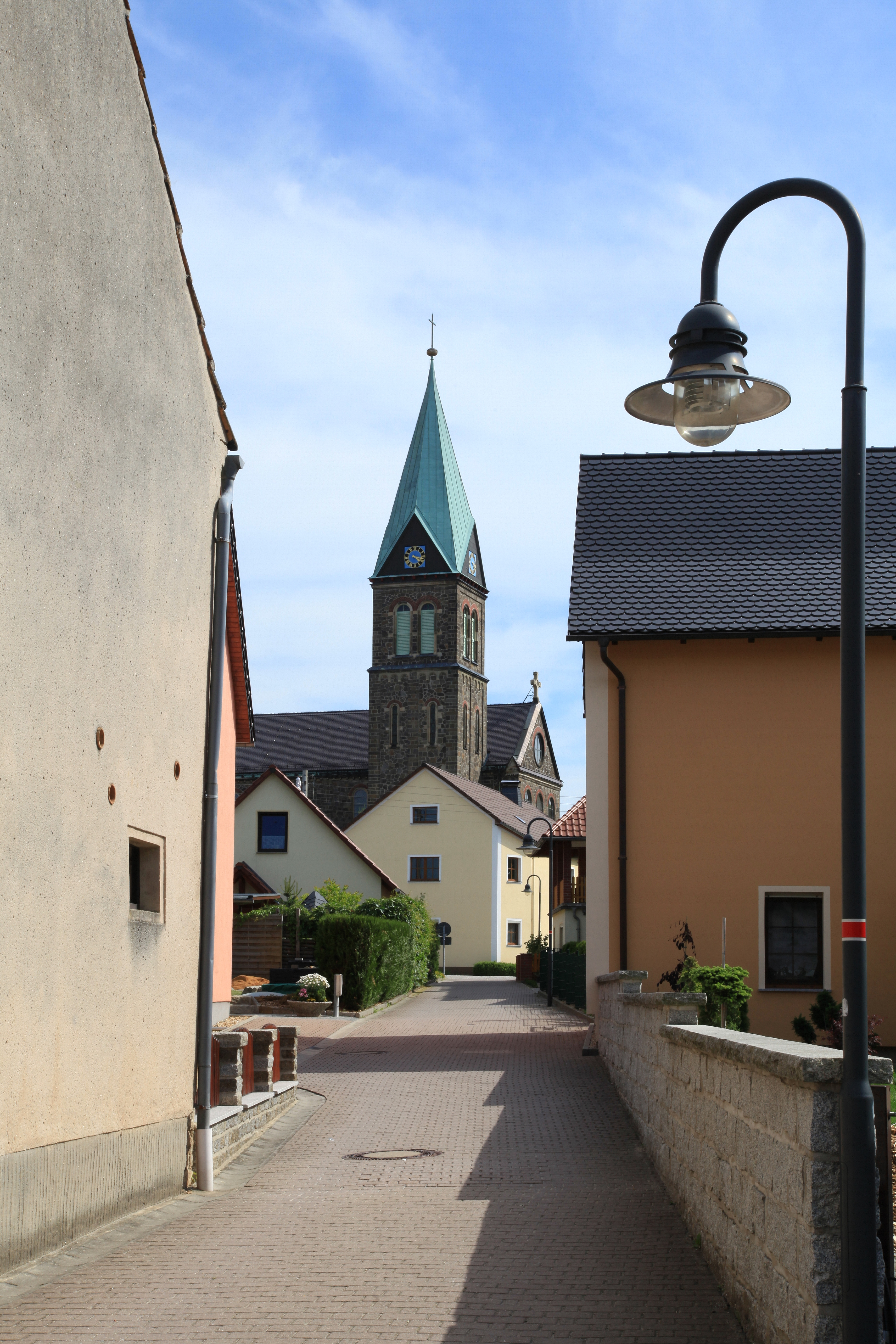
Pohled na kostel z Alte-Poststraße
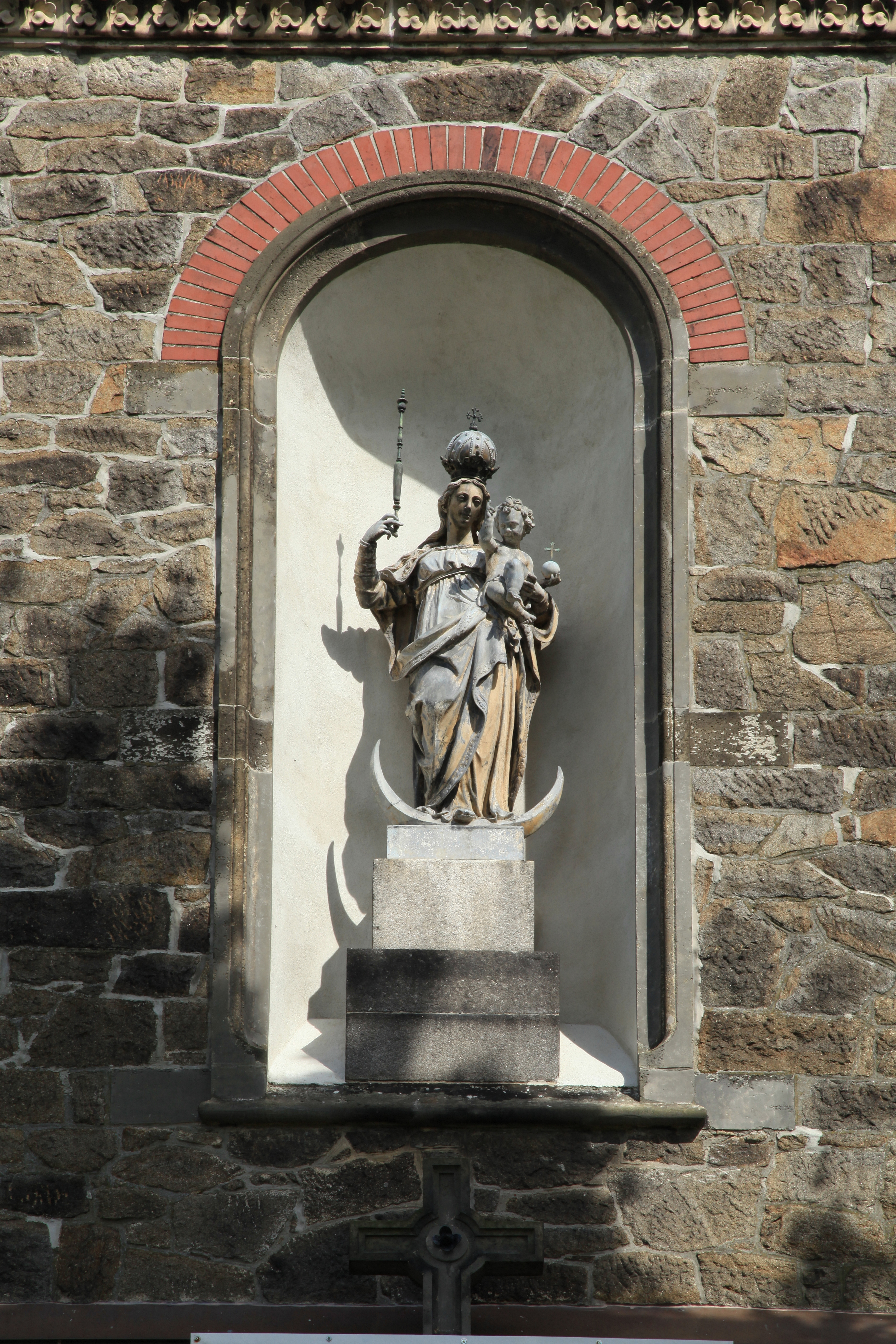
Socha Panny Marie nad vchodem do kostela.
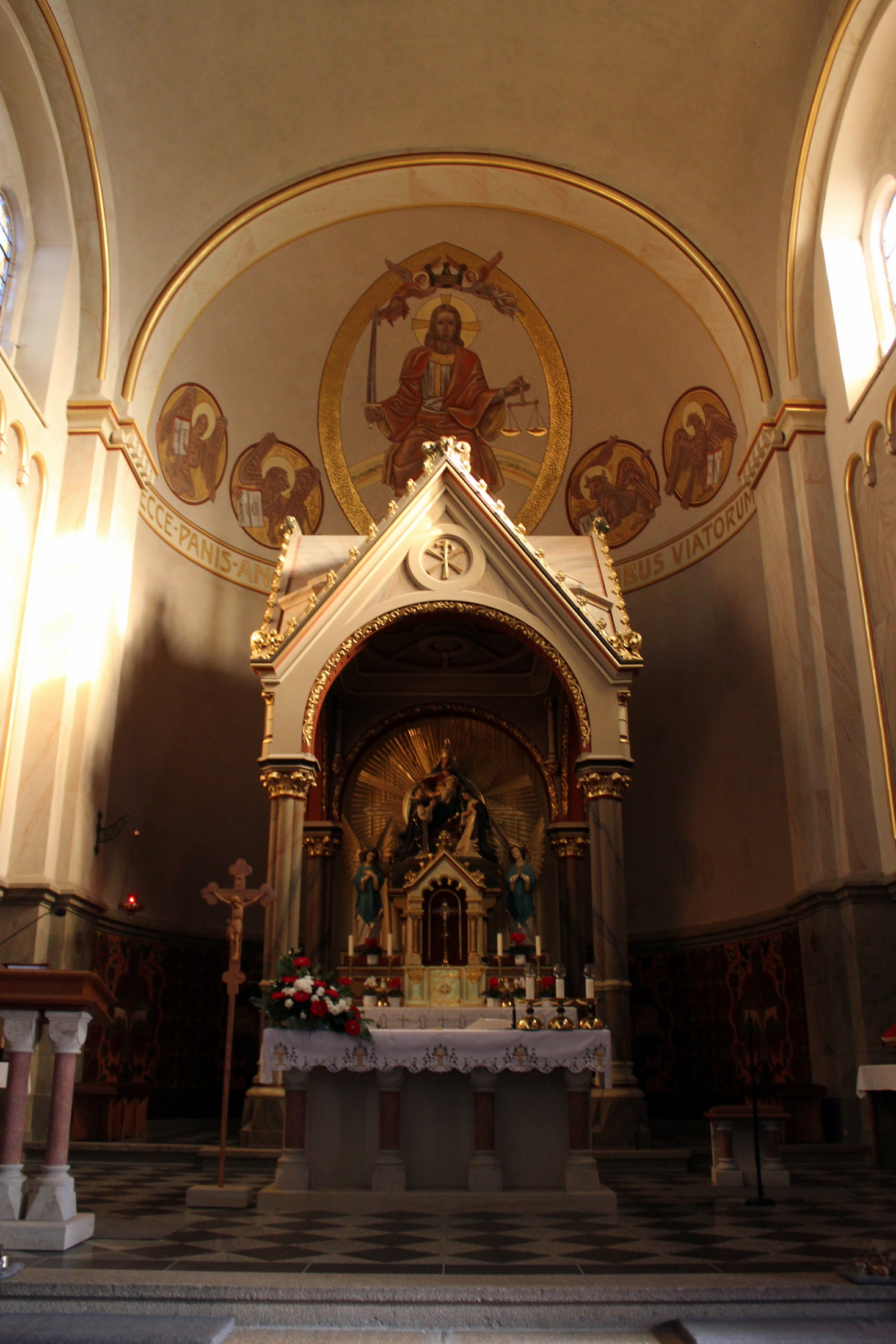
Hlavní oltář v kostele.
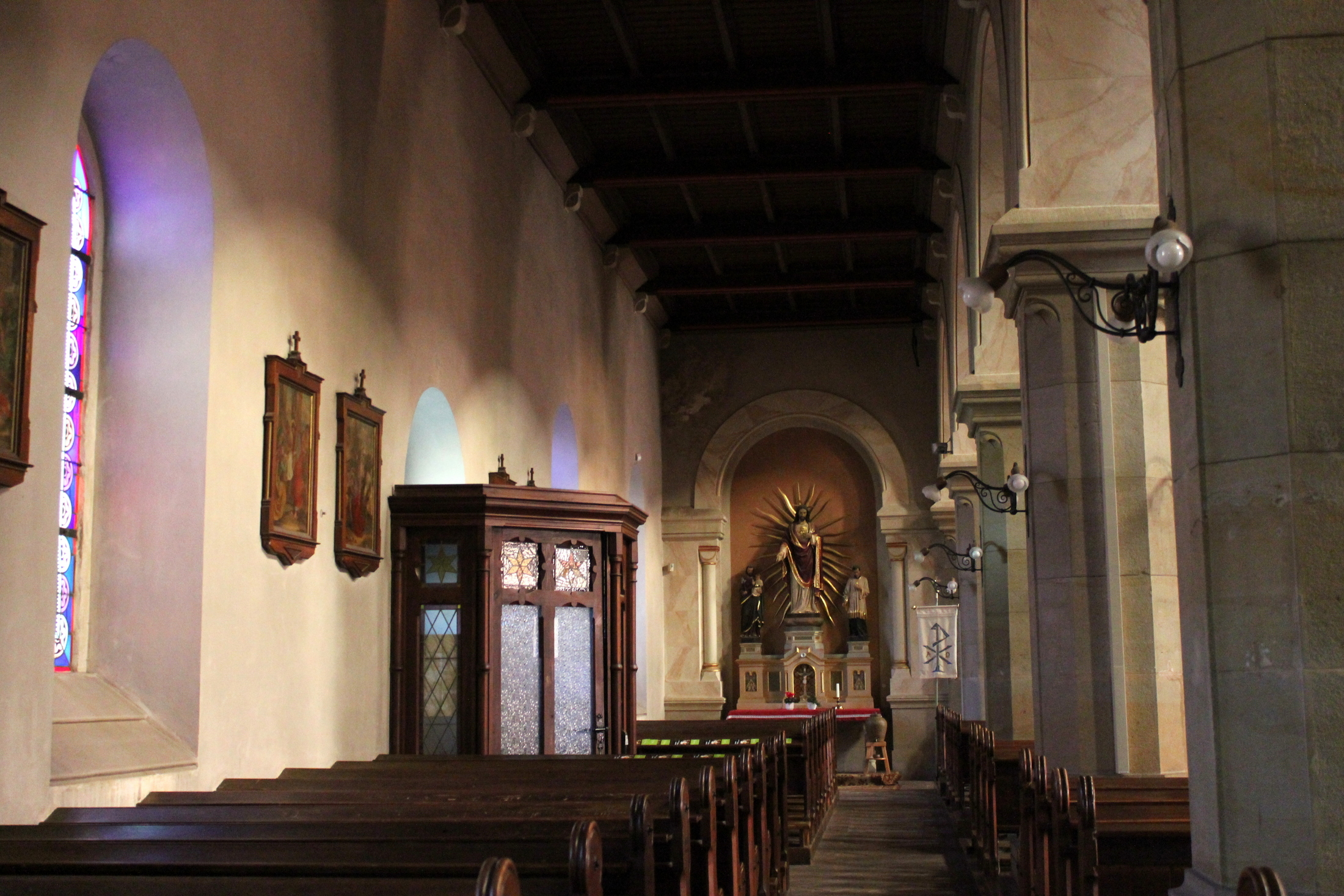
Levá boční lóď.
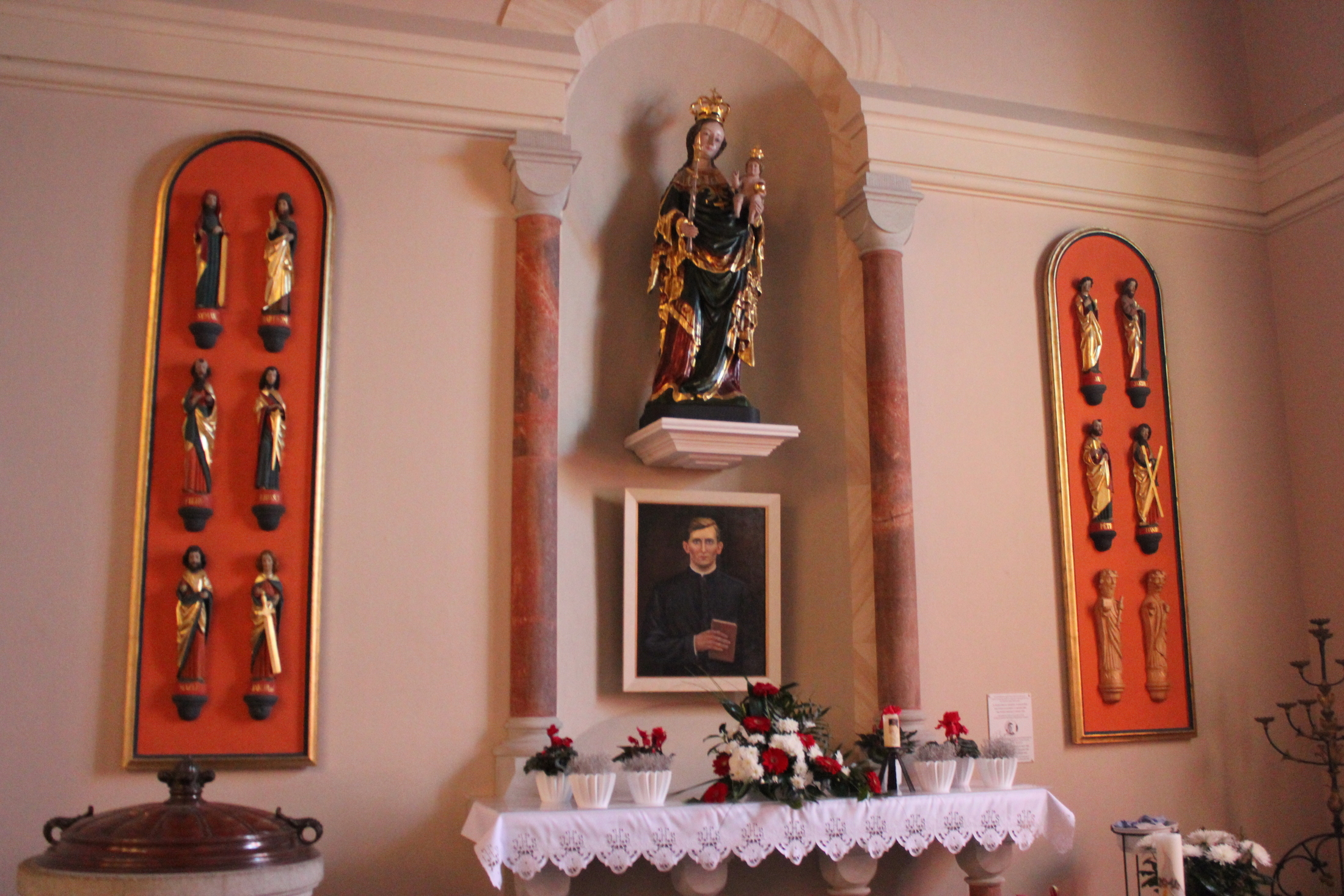
Kaple blah. Alojse Andrického v kostele.
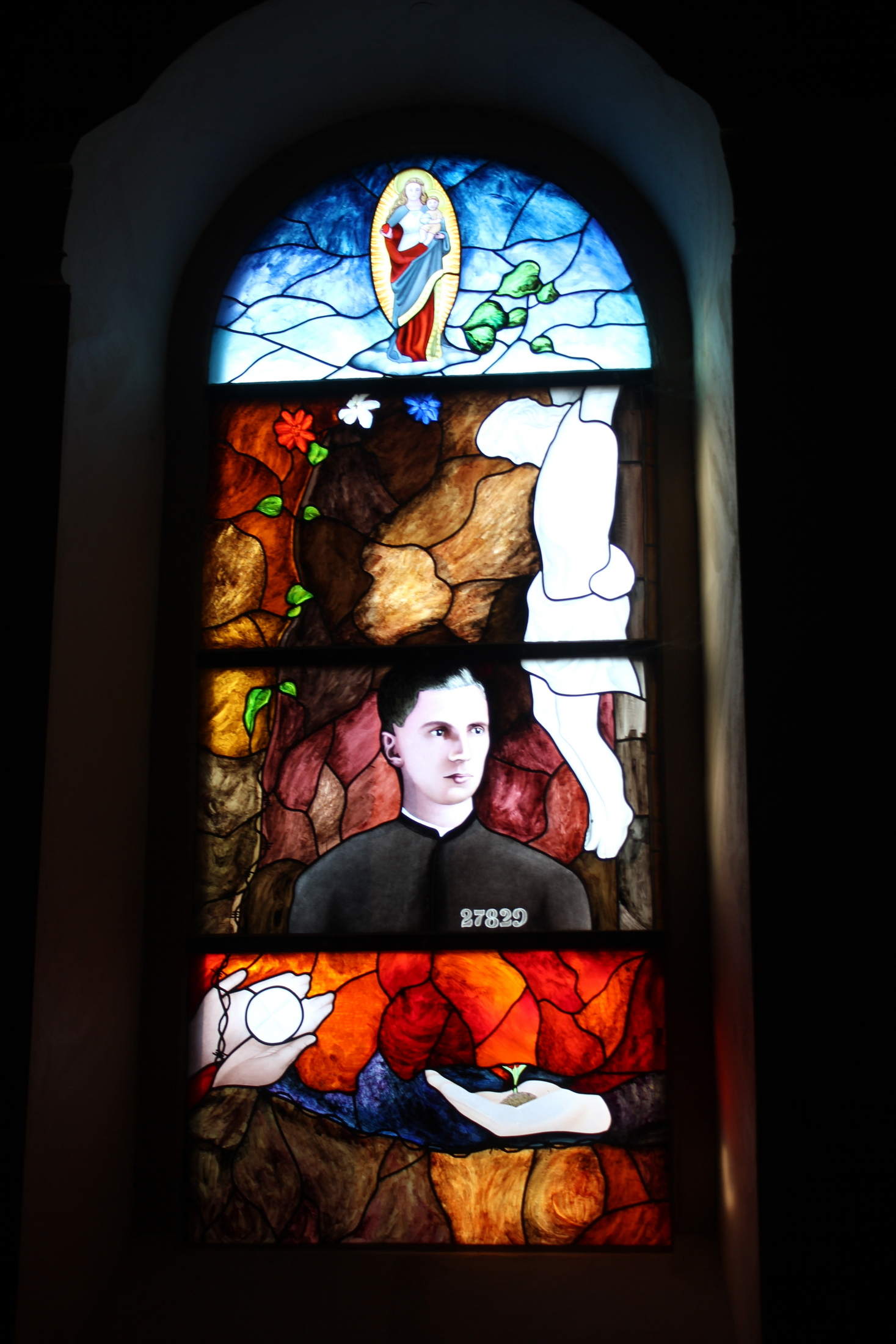
Vitráž v kapli blah. Alojse Andrického.
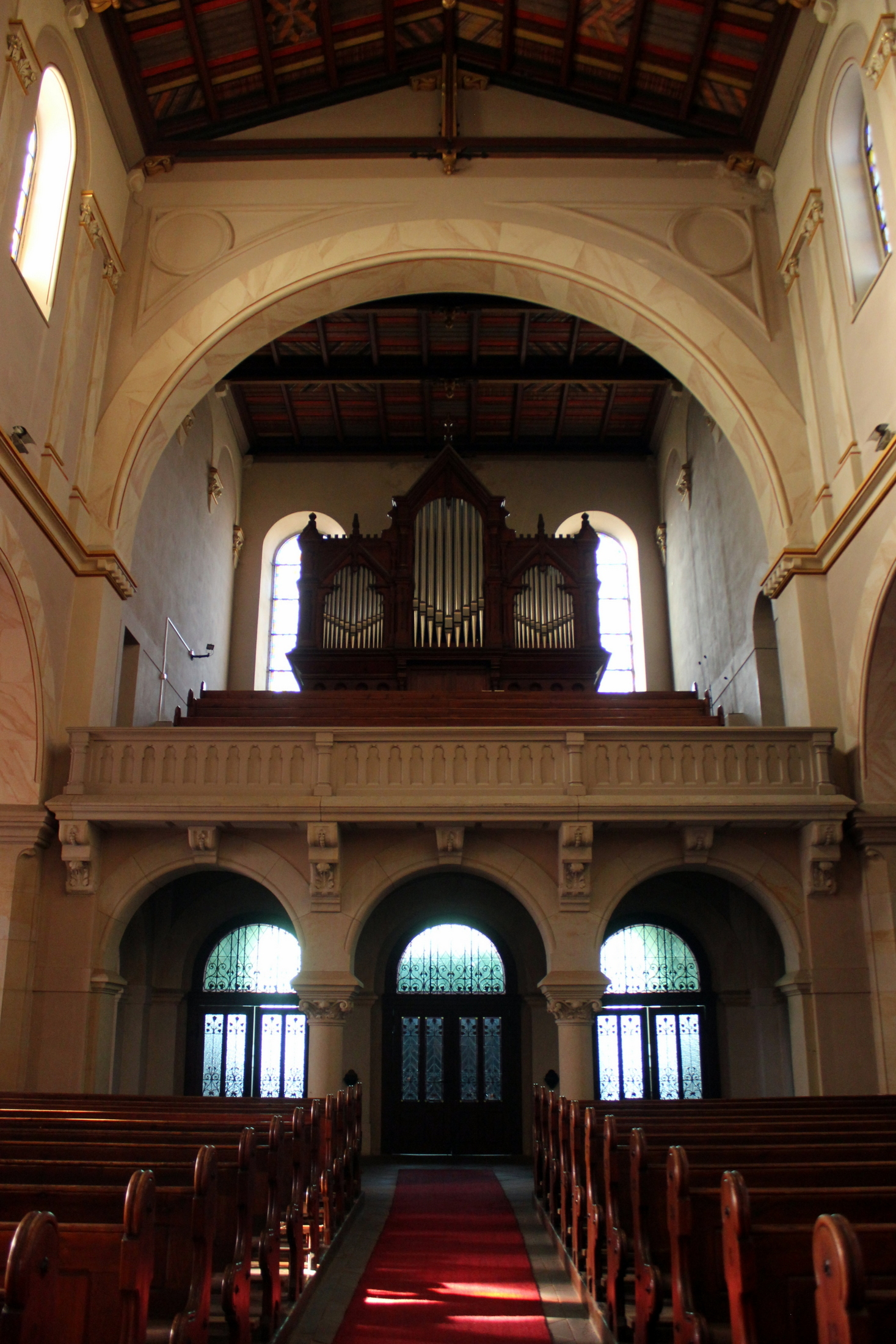
Kruchta a varhany.
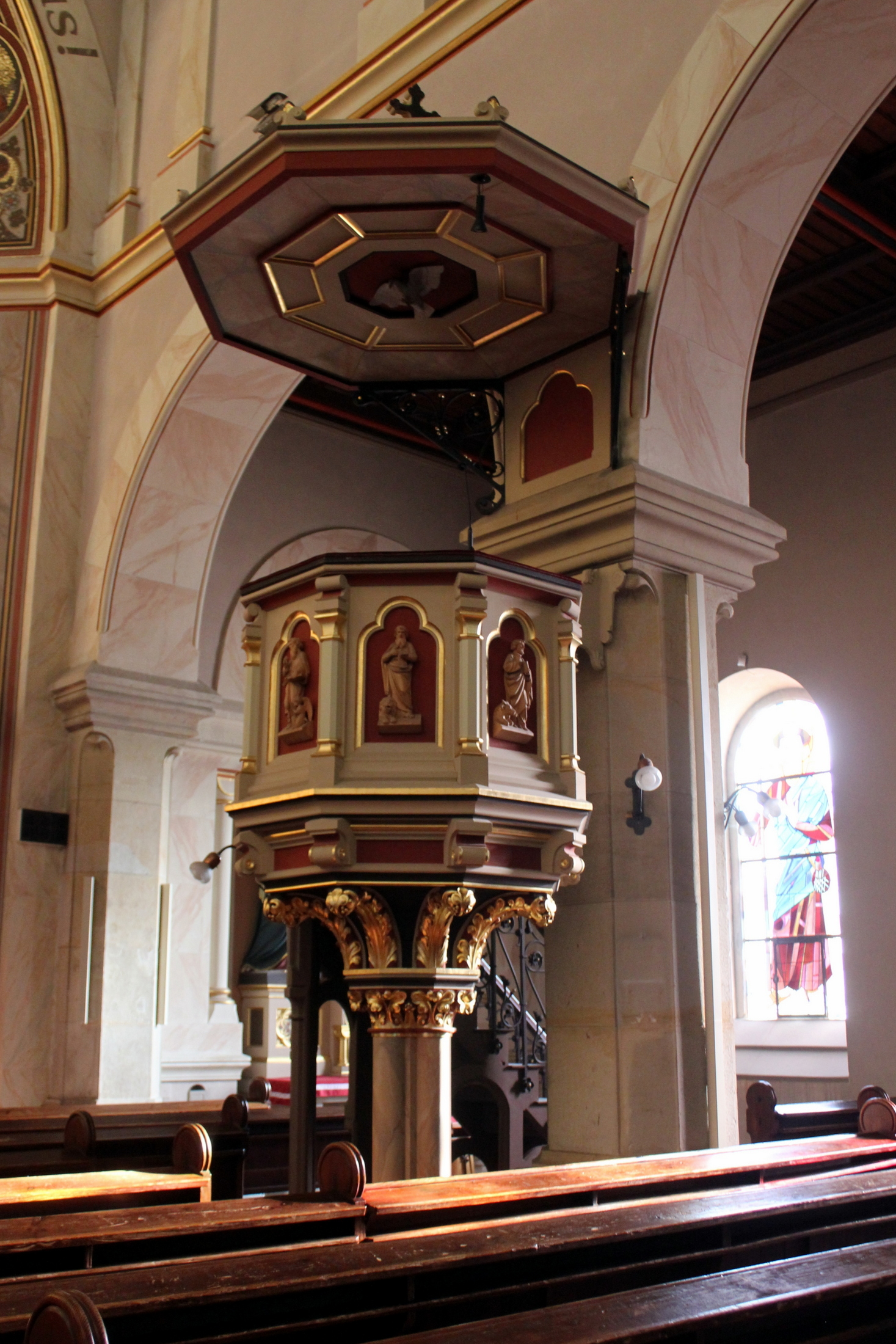
Kazatelna.